# Morden i Sandhamn
Morden i Sandhamn (en inglés: "The Sandhamn Murders"), es una miniserie de televisión sueca transmitida desde el 20 de diciembre del 2010 hasta ahora por medio de la cadena TV4. 
La miniserie está basada en las populares novelas "Sandhamn" de la escritora sueca Viveca Sten.
Ha contado con la participación de actores invitados como Martin Wallström, Carl Ingemarsson Stjernlöf, Claes Ljungmark, Filip Berg, Angela Kovács, entre otros... 
En agosto de 2016 se anunció que se filmarían cuatro partes más de la miniserie las cuales se esperan sean estrenadas en la primavera del 2018.

## Historia
Mientras la paradisíaca isla sueca de Sandhamn se prepara para la temporada turística en verano, aparece el cuerpo de un hombre flotando en la superficie del mar, envuelto en una red de pesca. Al principio, todo apunta a un accidente pero cuando aparece el cadáver de una mujer, la policía comienza a sospechar que se trata de asesinatos, ya que las víctimas están relacionadas entre sí. Pronto asignan al inspector Thomas Andreasson de la policía de Nacka al caso, Thomas recibe la ayuda de la jefa de la policía Margit y de su amiga la abogada corporativa Nora Linde. Poco después al equipo se les une la inspectora Mia Holmgren.
Más tarde mientras Nora se encuentra dando una fiesta durante un hermoso día de verano para ver el final de la carrera "Round Gotland" en donde su esposo Henrik compite con el barco del equipo Juliander. Cuando los dos yates se encuentran en la recta final es el equipo de Henrik el que gana, sin embargo las celebraciones duran poco cuando Oscar Juliander, el capitán del otro barco se derrumba luego de haber recibido un disparo en el pecho. 
Un nuevo caso llega a la estación de la policía en una oscura noche de otoño, cuando el joven estudiante de psicología Marcus Nielsen, desaparece sin dejar rastro en la isla, cuando comienza la búsqueda esta se complica por el mal tiempo y después de unos días se da por finalizada, la policía cree que el joven se ha ahogado o que se ha quitado la vida, sin embargo unos meses más tarde cuando la nieve y el hielo comienzan a desaparecer, el cuerpo del joven es encontrado y cuando la policía llega descubre que ha sido asesinada de la manera más horrible. 
Mientras Nora celebra en pleno verano con su nuevo novio, Jonas, su felicidad pronto se vuelve una pesadilla cuando su hija, Vera, no vuelve a la casa a pesar de haber quedado en eso, cuando intentan contactarla Vera no contesta el teléfono y nadie sabe dónde puede estar. Al mismo tiempo, cuando se encuentra el cuerpo del joven Victor, todo apunta a un asesinato, por lo que Nora y Jonas comienzan a temer que Vera haya sido una víctima del criminal.

## Personajes

### Personajes principales
| Actor              | Personaje               | Ocupación                         | N.º de episodios | Duración        |
| ------------------ | ----------------------- | --------------------------------- | ---------------- | --------------- |
| Jakob Cedergren    | Insp. Thomas Andreasson | Detective Inspector de la Policía | 15               | 2010 - presente |
| Anki Lidén         | Margit                  | Jefa de la Policía                | 15               | 2010 - presente |
| Alexandra Rapaport | Nora Linde              | Abogada Bancaria                  | 15               | 2010 - presente |
| Sandra Andreis     | Insp. Mia Holmgren      | Inspectora de la Policía          | 12               | 2012 - presente |

### Personajes recurrentes
| Actor           | Personaje           | Ocupación              | N.º de episodios | Duración        |
| --------------- | ------------------- | ---------------------- | ---------------- | --------------- |
| Ane Dahl Torp   | Pernilla Andreasson | Esposa de Thomas       | 9                | 2013 - presente |
| Stefan Gödicke  | Jonas Sköld         | Piloto / Novio de Nora | 6                | 2014 - presente |
| Saga Samuelsson | Vera Sköld          | Hija de Jonas          | 6                | 2014 - presente |

### Antiguos personajes principales
| Actor              | Personaje    | Ocupación | N.º de episodios | Duración    |
| ------------------ | ------------ | --------- | ---------------- | ----------- |
| Louise Edlind      | Monica Linde | -         | 15               | 2010 - 2015 |
| Lotta Tejle        | Claire       | -         | 12               | 2012 - 2015 |
| Lars Amble         | Harald       | -         | 12               | 2010 - 2014 |
| Lion Mon H. Wallén | Simon        | -         | 12               | 2010 - 2014 |
| Ping Mon H. Wallén | Anna         | -         | 12               | 2010 - 2014 |

### Antiguos personajes recurrentes
| Actor             | Personaje    | Ocupación                 | N.º de episodios | Duración    |
| ----------------- | ------------ | ------------------------- | ---------------- | ----------- |
| Jonas Malmsjö     | Henrik Linde | Médico / exesposo de Nora | 9                | 2010 - 2014 |
| Sofia Pekkari     | Carina       | -                         | 6                | 2010 - 2012 |
| Johan Hallström   | Lennart      | -                         | 6                | 2012 - 2013 |
| Kajsa Sandberg    | Felicia      | -                         | 3                | 2015        |
| Liv Lemoyne       | Ebba         | -                         | 3                | 2015        |
| Harriet Andersson | Signe Brand  | Amiga de Nora             | 3                | 2010        |
| Andreas Kundler   | Jonny        | -                         | 3                | 2010        |
| Anu Sinisalo      | Isabelle     | -                         | 3                | 2012        |

## Episodios
La miniserie hasta ahora ha transmitido 5 temporadas con 15 episodios (3 episodios por temporada):
- La primera temporada estrenada en el 2010 estuvo basada en el libro "Morden i Sandhamn - I de lugnaste vatten".
- La segunda temporada estrenada en el 2012 estuvo basada en el libro "Morden i Sandhamn - I den innersta kretsen".
- La tercera temporada estrenada en el 2013 estuvo basada en el libro "Morden i Sandhamn - I grunden utan skuld".
- La cuarta temporada estrenada en el 2014 estuvo basada en el libro "Morden i Sandhamn - I natt är du död".
- La quinta temporada estrenada en el 2015 estuvo basada en el libro "Morden i Sandhamn - I stundens hetta".[8]
- La sexta temporada se estrenará en el 2018 y estará basada en las novelas "Morden i Sandhamn - I maktens skugga" y en "Morden i Sandhamn - I sanningens namn".

## Producción
Es dirigida por Niklas Ohlson, Mattias Ohlsson y Marcus Olsson.

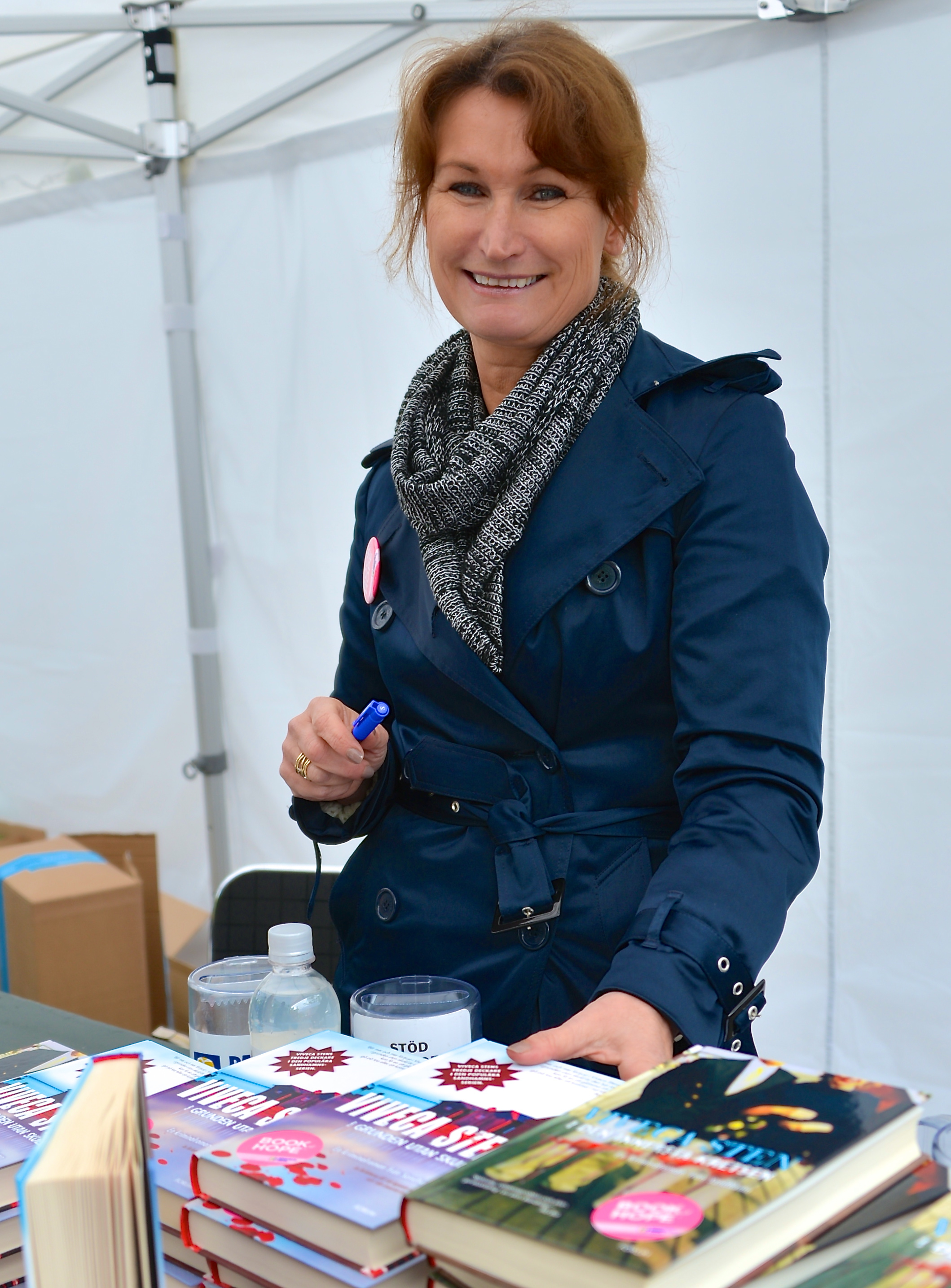
La miniserie está basada en las novelas de la escritora sueca Viveca Sten, quien también participa como escritora en la serie.

Cuenta con los escritores Camilla Ahlgren, Thomas Borgström, Sara Heldt, Hans Rosenfeldt y Viveca Sten.
Producida por Anders Landström (también productor ejecutivo) y Martin Cronström, junto a los coproductores Åsa Sjöberg, Pelle Mellqvist, Bo Persson y Sean Wheelan con el apoyo de los productores ejecutivos Josefine Tengblad, Lars Blomgren, Nathalie Drago, Lars Blomgren, Jessica Ericstam y Niva Westlin, con el post-productor y productor de posproducción Peter Bengtsson.
La música está a cargo de Fredrik Emilson, mientras que la cinematografía está en manos de Trolle Davidson, Misio Mokrosinski y Jonas Alarik
En agosto de 2016 se anunció que se filmarían cuatro partes más de la miniserie, las dos primeras partes se esperan sean filmadas entre agosto-octubre del mismo año y estarán basadas en las novelas "I maktens skugga" e "I sanningens namn" mientras que la segunda se espera sea filmada entre mayo-junio del 2017, las dos últimas partes a diferencia de todo el resto de la serie, no se basan en ningún libro, pero la misma Viveca Sten ha escrito los proyectos, las cuatro partes se esperan sean estrenadas en el 2018.
La miniserie es filmada en Sandhamn y en la jefatura de policía en Estocolmo en la Provincia de Estocolmo en Suecia.
La primera temporada fue lanzada en DVD en febrero de 2011, mientras que la segunda temporada fue lanzada en enero de 2013.
Ha contado con la compañía de producción "Filmlance International AB" y en el 2010 fue distribuida por "TV4 Sweden" en la televisión de Suecia, ese mismo año fue distribuida por "Yleisradio (YLE)" en la televisión de Finlandia. En 2014 fue distribuida por "AXN" en la televisión de Hungría, por "Alive Vertrieb und Marketing" en DVD en Alemania y por "WOWOW Prime" en la televisión de Japón.

### Emisión en otros países
| País        | Título                 | Cadena      | Fecha de Inicio         | Fecha de Finalización |
| ----------- | ---------------------- | ----------- | ----------------------- | --------------------- |
| Alemania    | Mord im Mittsommer     | -           | 29 de enero de 2015     | -                     |
| Dinamarca   | Mord i Skærgården      | -           | -                       | -                     |
| Finlandia   | Murha Sandhamnissa     | Yleisradio  | 23 de diciembre de 2010 | -                     |
| Francia     | Meurtres à Sandhamn    | -           | 29 de enero de 2015     | -                     |
| Hungría     | Sandhamni gyilkosságok | AXN         | 26 de febrero de 2014   | -                     |
| Italia      | Omicidi a Sandhamn     | -           | 5 de septiembre de 2014 | -                     |
| Japón       | -                      | WOWOW Prime | 21 de julio de 2014     | -                     |
| Reino Unido | The Sandhamn Murders   | -           | -                       | -                     |